# Vyšėjšaja Liha 2009
La Vyšėjšaja Liha 2009 è stata la diciannovesima edizione della massima serie del campionato bielorusso di calcio, disputato tra il 4 aprile e l'8 novembre 2009 e conclusosi con la vittoria del BATĖ Borisov, al suo sesto campionato vinto, il quarto consecutivo. Il capocannoniere della competizione fu Maycon (Homel') con 15 reti realizzate.

## Stagione

### Novità
Dalla Vyšėjšaja Liha 2008 vennero retrocessi in Peršaja Liha il Ljakamatyŭ Minsk, il Savit Mahilëŭ e il Daryda Minski raën, mentre dalla Peršaja Liha venne promosso il solo Minsk, con una conseguente riduzione del numero di squadre partecipanti da 16 a 14.

### Formula
Le 14 squadre partecipanti disputarono un girone all'italiana con partite di andata e ritorno per un totale di 26 partite. La prima classificata, vincitrice del campionato, venne ammessa al secondo turno preliminare della UEFA Champions League 2010-2011. La seconda e la terza classificata vennero ammesse al primo turno preliminare della UEFA Europa League 2010-2011, mentre la squadra vincitrice della Coppa di Bielorussia veniva ammessa al secondo turno preliminare; se quest'ultima avesse concluso il campionato al secondo o al terzo posto, la quarta classificata sarebbe stata ammessa in UEFA Europa League. Le ultime tre classificate vennero retrocesse in Peršaja Liha nell'ottica di riduzione delle squadre partecipanti a 12, deciso dalla federazione bielorussa.

### Avvenimenti
La partita tra Hranit Mikašėvičy e Nëman, valida per la nona giornata del girone di andata e terminata sul campo sul risultato di 1-1, è stata data vinta per 3-0 a tavolino al Hranit Mikašėvičy, poiché il Nëman aveva in campo cinque calciatori stranieri, mentre il massimo consentito era quattro.

## Squadre partecipanti
| Club              | Stagione | Città      | Stadio                    | Stagione 2008               |
| ----------------- | -------- | ---------- | ------------------------- | --------------------------- |
| BATĖ Borisov      |          | Barysaŭ    | Stadio Haradzki           | Campione della Bielorussia  |
| Dinamo Brėst      |          | Brėst      | OSK Brestsky              | 6º posto in Vyšėjšaja Liha  |
| Dinamo Minsk      |          | Minsk      | Stadio Dinamo-Yuni        | 2º posto in Vyšėjšaja Liha  |
| Dnjapro Mahilëŭ   |          | Mahilëŭ    | Spartak Stadium           | 9º posto in Vyšėjšaja Liha  |
| Homel'            |          | Homel'     | Stadyen Central'ny        | 11º posto in Vyšėjšaja Liha |
| Hranit Mikašėvičy |          | Mikaševiči | Stadyen Poles'e (Luninec) | 10º posto in Vyšėjšaja Liha |
| Minsk             |          | Minsk      | Stadyen Torpedo           | 1º posto in Peršaja Liha    |
| MTZ-RIPA Minsk    |          | Minsk      | Stadio Traktar            | 3º posto in Vyšėjšaja Liha  |
| Naftan            |          | Navapolack | Stadyen Atlant            | 7º posto in Vyšėjšaja Liha  |
| Nëman             |          | Hrodna     | Stadyen Nëman             | 12º posto in Vyšėjšaja Liha |
| Šachcër Salihorsk |          | Salihorsk  | Stadyen Stroitel          | 4º posto in Vyšėjšaja Liha  |
| Smarhon'          |          | Smarhon'   | Stadio Junatsva           | 8º posto in Vyšėjšaja Liha  |
| Tarpeda Žodzina   | dettagli | Žodzina    | Stadio Torpedo            | 13º posto in Vyšėjšaja Liha |
| Vicebsk           |          | Vicebsk    | Vitebsky CSK              | 5º posto in Vyšėjšaja Liha  |

## Classifica finale
|  | Pos. | Squadra           | Pt | G  | V  | N | P  | GF | GS | DR  |
|  | ---- | ----------------- | -- | -- | -- | - | -- | -- | -- | --- |
|  | 1.   | BATĖ Borisov      | 62 | 26 | 19 | 5 | 2  | 55 | 16 | +39 |
|  | 2.   | Dinamo Minsk      | 50 | 26 | 14 | 8 | 4  | 38 | 18 | +20 |
|  | 3.   | Dnjapro Mahilëŭ   | 40 | 26 | 12 | 4 | 10 | 31 | 26 | +5  |
|  | 4.   | Naftan            | 38 | 26 | 12 | 2 | 12 | 28 | 39 | -11 |
|  | 5.   | Dinamo Brėst      | 38 | 26 | 10 | 8 | 8  | 30 | 24 | +6  |
|  | 6.   | Šachcër Salihorsk | 38 | 26 | 10 | 8 | 8  | 33 | 28 | +5  |
|  | 7.   | Nëman             | 37 | 26 | 11 | 4 | 11 | 23 | 31 | -8  |
|  | 8.   | Tarpeda Žodzina   | 37 | 26 | 10 | 7 | 9  | 31 | 22 | +9  |
|  | 9.   | Minsk             | 36 | 26 | 11 | 3 | 12 | 33 | 26 | +7  |
|  | 10.  | Vicebsk           | 32 | 26 | 10 | 2 | 14 | 26 | 37 | -11 |
|  | 11.  | MTZ-RIPA Minsk    | 30 | 26 | 8  | 6 | 12 | 34 | 38 | -4  |
|  | 12.  | Homel'            | 29 | 26 | 8  | 5 | 13 | 31 | 47 | -16 |
|  | 13.  | Hranit Mikašėvičy | 25 | 26 | 6  | 7 | 13 | 27 | 39 | -12 |
|  | 14.  | Smarhon'          | 15 | 26 | 2  | 9 | 15 | 17 | 46 | -29 |

Legenda:
      Campione di Bielorussia e ammesso alla UEFA Champions League 2010-2011.
      Ammesso alla UEFA Europa League 2010-2011.
      Retrocesso in Peršaja Liha 2010.
Note:
Tre punti a vittoria, uno a pareggio, zero a sconfitta.

## Risultati

### Tabellone
|                   | BAT  | DiM  | Dnj  | Naf  | DiB  | Šac  | Nëm  | TŽo  | Min  | Vic  | MTZ  | Hom  | Hra  | Sma  |
| ----------------- | ---- | ---- | ---- | ---- | ---- | ---- | ---- | ---- | ---- | ---- | ---- | ---- | ---- | ---- |
| BATĖ Borisov      | –––– | 1-1  | 1-0  | 4-0  | 1-0  | 2-3  | 6-0  | 3-0  | 1-0  | 3-1  | 2-2  | 3-0  | 1-1  | 2-0  |
| Dinamo Minsk      | 1-3  | –––– | 5-2  | 2-0  | 2-0  | 0-1  | 2-0  | 0-0  | 2-1  | 2-1  | 5-0  | 1-2  | 1-0  | 1-1  |
| Dnjapro Mahilëŭ   | 3-1  | 0-1  | –––– | 2-1  | 0-0  | 1-0  | 1-2  | 0-0  | 3-2  | 3-2  | 0-1  | 2-0  | 1-2  | 4-0  |
| Naftan            | 0-4  | 0-2  | 2-1  | –––– | 1-0  | 0-4  | 2-0  | 1-0  | 1-0  | 2-1  | 2-1  | 1-2  | 3-1  | 3-0  |
| Dinamo Brest      | 1-2  | 0-1  | 0-0  | 2-0  | –––– | 1-1  | 2-0  | 2-2  | 1-2  | 3-0  | 1-0  | 3-1  | 3-1  | 1-1  |
| Šachcër Salihorsk | 0-1  | 1-1  | 1-2  | 1-1  | 1-1  | –––– | 2-0  | 0-1  | 0-5  | 3-0  | 1-0  | 1-1  | 0-0  | 2-0  |
| Nëman             | 1-2  | 0-0  | 0-1  | 2-0  | 0-1  | 2-1  | –––– | 1-0  | 2-1  | 1-0  | 2-1  | 1-0  | 0-0  | 1-1  |
| Tarpeda Žodzina   | 1-1  | 0-0  | 0-0  | 0-1  | 1-2  | 1-2  | 3-0  | –––– | 1-0  | 3-0  | 2-1  | 4-0  | 1-3  | 1-2  |
| Minsk             | 0-1  | 0-0  | 2-1  | 2-0  | 2-0  | 1-1  | 0-0  | 0-4  | –––– | 0-1  | 1-2  | 1-0  | 1-0  | 2-0  |
| Vicebsk           | 0-2  | 2-3  | 0-1  | 1-0  | 0-2  | 0-1  | 2-1  | 0-1  | 1-0  | –––– | 1-1  | 1-0  | 2-1  | 2-1  |
| MTZ-RIPA Minsk    | 0-2  | 0-2  | 0-1  | 4-0  | 1-1  | 1-2  | 0-2  | 0-0  | 1-0  | 1-2  | –––– | 4-2  | 2-2  | 2-1  |
| Homel'            | 0-3  | 1-2  | 2-0  | 1-3  | 3-1  | 2-1  | 0-3  | 2-1  | 1-3  | 1-1  | 3-3  | –––– | 1-1  | 3-2  |
| Hranit Mikašėvičy | 1-3  | 2-1  | 1-0  | 0-2  | 1-1  | 2-1  | 3-0  | 1-3  | 1-4  | 1-2  | 1-2  | 0-2  | –––– | 1-1  |
| Smarhon'          | 0-0  | 0-0  | 0-2  | 2-2  | 0-1  | 2-2  | 0-2  | 0-1  | 1-3  | 0-3  | 0-4  | 1-1  | 1-0  | –––– |

## Statistiche

### Classifica marcatori
| Gol |  |  | Giocatore           | Squadra         |
| --- |  |  | ------------------- | --------------- |
| 15  |  |  | Maycon              | Homel'          |
| 14  |  |  | Sjarhej Kryvec      | BATĖ Borisov    |
| 12  |  |  | Maksim Skavyš       | BATĖ Borisov    |
| 11  |  |  | Givi K'varatskhelia | MTZ-RIPA Minsk  |
| 11  |  |  | Raman Vasiljuk      | Dinamo Brėst    |
| 9   |  |  | Dzmitryj Mazaleŭski | Dinamo Brėst    |
| 9   |  |  | Andrėj Razin        | Minsk           |
| 8   |  |  | Aljaksandr Haŭruška | Dinamo Minsk    |
| 8   |  |  | Andrėj Ljasjuk      | Dnjapro Mahilëŭ |